# Tit Linda Sou
Tit Linda Sou (* 21. August 1989 in Phnom Penh, Kambodscha) ist eine kambodschanische Sprinterin.
Sie vertrat ihr Land bei den Olympischen Spielen 2004 in Athen und 2008 in Peking sowie bei den Weltmeisterschaften 2005 in Helsinki jeweils im 100-Meter-Lauf, schied jedoch stets bereits im Vorlauf aus. In Peking lief sie in 12,98 Sekunden ihre persönliche Bestzeit.

## Weblink
- Tit Linda Sou in der Datenbank von World Athletics (englisch)

| Personendaten    | Personendaten               |
| ---------------- | --------------------------- |
| NAME             | Sou, Tit Linda              |
| KURZBESCHREIBUNG | kambodschanische Sprinterin |
| GEBURTSDATUM     | 21. August 1989             |
| GEBURTSORT       | Phnom Penh                  |